# Aspidiphorus howensis
Aspidiphorus howensis is een keversoort uit de familie slijmzwamkevers (Sphindidae). De wetenschappelijke naam van de soort werd in 1920 gepubliceerd door Arthur Mills Lea.